# Frontières naturelles de la France

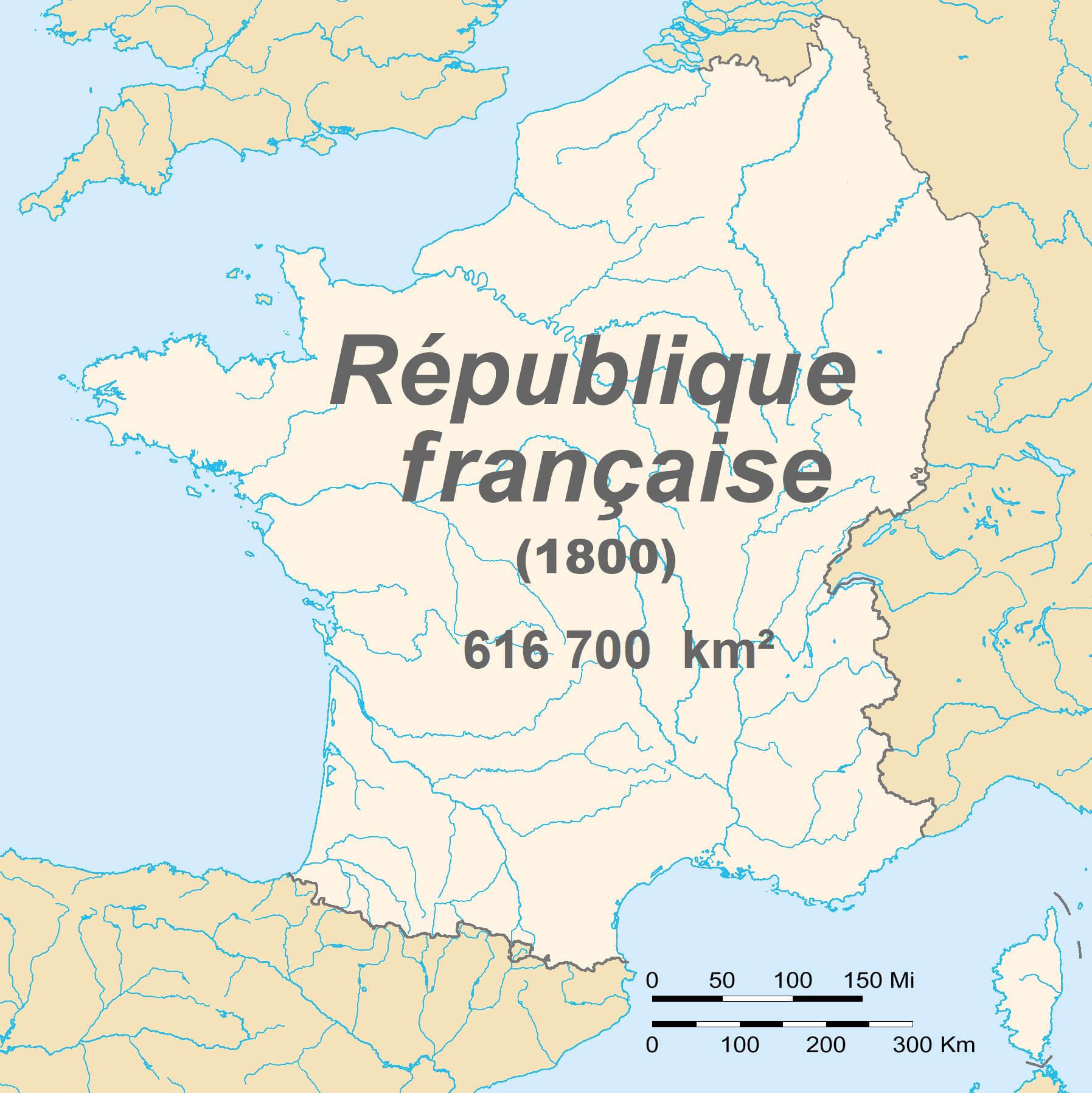
La République française en 1800. Les frontières de la France correspondaient alors aux frontières naturelles définies par les révolutionnaires français.

Les frontières naturelles de la France sont une théorie politique et géographique développée en France, notamment pendant la Révolution française. Elles correspondent au Rhin, aux Alpes, à la Méditerranée, aux Pyrénées et à l'océan Atlantique, selon les révolutionnaires.

## Théorie

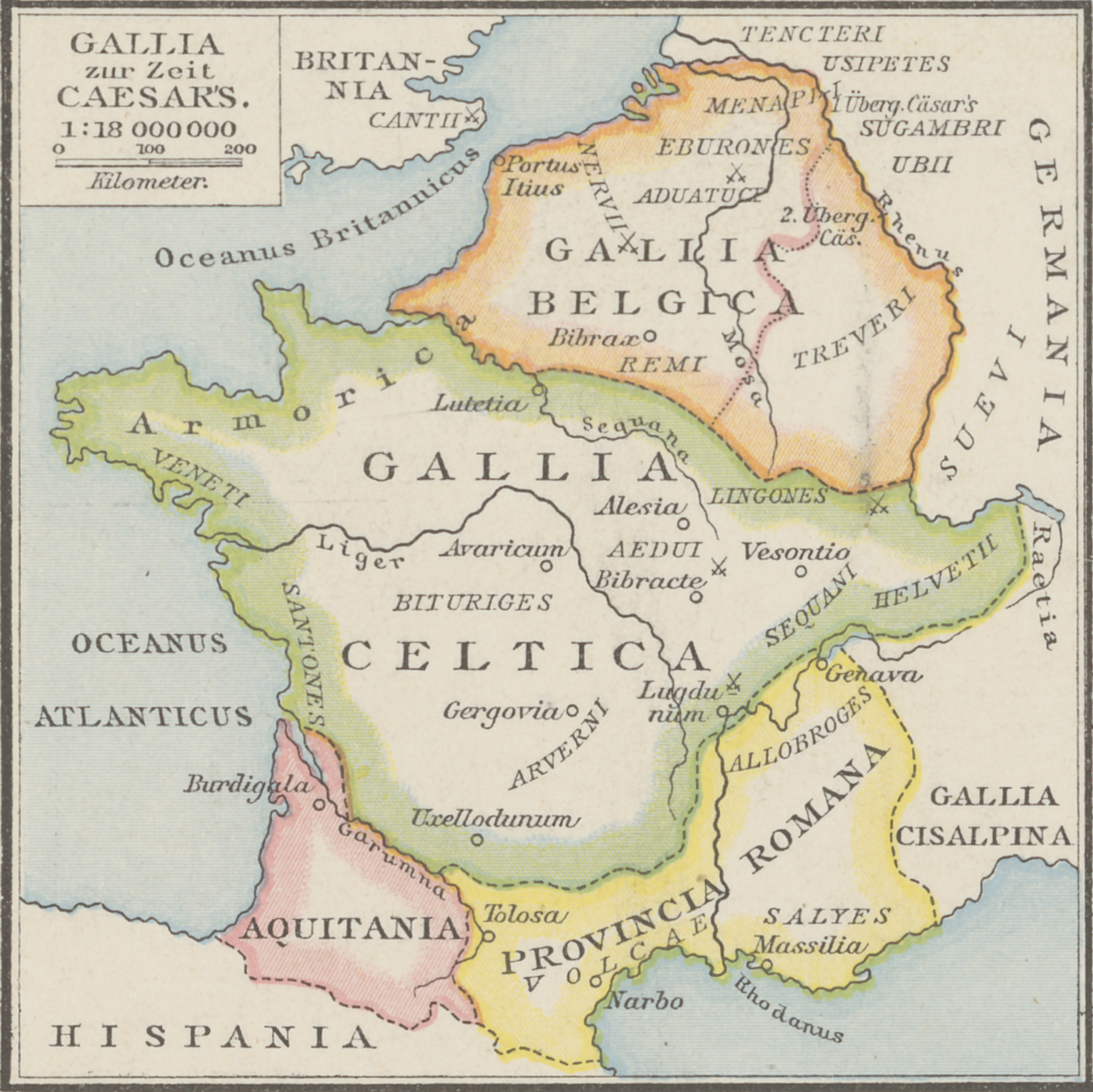
Carte de la Gaule avant la Guerre des Gaules selon l'interprétation de Gustav Droysen (1886) d'après les peuples définis par Posidonios d'Apamée et Jules César : les Belges (en orange), les Aquitains (en rouge), la Gaule celtique (en vert) et la Gaule narbonnaise (en jaune).

La première mention des frontières naturelles apparaît en 1642 dans un testament apocryphe du cardinal de Richelieu. Il faut cependant attendre 1786 pour que cette notion soit à nouveau développée. Le Prussien Jean-Baptiste Cloots publie cette année-là les Vœux d'un gallophile et se prononce pour le rattachement à la France de la rive gauche du Rhin, « borne naturelle des Gaules ».
Cette notion se répand chez les révolutionnaires français dès 1790, notamment chez les jacobins. Après la victoire de Valmy le 20 septembre 1792, la Convention nationale exhorte les soldats à chasser les armées prussiennes de l'autre côté du Rhin. Pour le général Custine, commandant de l'armée du Rhin, « si le Rhin n'est pas la limite de la République, elle périra ». Le 17 décembre, la Convention adopte le Décret sur l'administration révolutionnaire française des pays conquis, prélude à l'annexion des Pays-Bas autrichiens (anciens Pays-Bas espagnols, future Belgique) par la France. Celle-ci est demandée par Danton le 31 janvier 1793, justifiant que « les limites de la France sont marquées par la nature, nous les atteindrons des quatre coins de l'horizon, du côté du Rhin, du côté de l'Océan, du côté des Pyrénées, du côté des Alpes. Là doivent finir les bornes de notre République ».

## Application

### Dans les Alpes
L'armée des Alpes envahit la Savoie, partie intégrante du royaume de Sardaigne allié de l'Autriche, presque sans combattre entre les 21 et 22 septembre 1792. Le 26 octobre, une assemblée des élites savoyardes se réunit à Chambéry. Elle ne reconnaît plus Victor-Amédée III comme souverain et supprime les privilèges. Le 29, l'assemblée se prononce pour le rattachement de la Savoie à la France. Cette réunion est décrétée à la Convention le 17 novembre 1792 et la Savoie forme le département du Mont-Blanc.
Le 31 janvier 1793, la Convention annexe le comté de Nice et la principauté de Monaco pour former le département des Alpes-Maritimes.

### En Rhénanie

Évolution territoriale des départements français en Rhénanie et en Belgique.

Le discours de Danton est repris par Lazare Carnot et répandu dans les territoires occupés par les représentants en mission de la Convention et les révolutionnaires locaux favorables aux Français pour préparer et justifier l'annexion de ces territoires. Toutefois, les Français sont battus à Neerwinden le 18 mars 1793 et sont contraints de quitter la Belgique. La victoire décisive des Français à Fleurus en juin 1794 et la fondation de la République batave en janvier 1795 confirment l'occupation française de la Belgique. La Prusse entame les négociations qui aboutissent au premier traité de Bâle, signé le 5 avril 1795 par lequel la Prusse cède à la France ses territoires sur la rive gauche du Rhin.
Les victoires de Bonaparte en Italie obligent l'Autriche à signer le traité de Campo-Formio le 27 octobre 1797. L'Autriche cède à la France tous ses territoires à l'ouest du Rhin. Le Directoire réorganise alors la rive gauche du Rhin et crée quatre nouveaux départements : le Mont-Tonnerre, le Rhin-et-Moselle, la Roer et la Sarre.

### En Belgique

Départements français issus des Pays-Bas autrichien et du royaume de Hollande en 1811.

Après la victoire de Fleurus, de longs débats ont lieu à la Convention pour décider du sort des Pays-Bas autrichiens. Poussée par Merlin de Douai, la Convention craint qu'une république belgique séparée, comme la République batave, soit trop faible pour résister aux Anglais et aux Autrichiens et qu'elle ne devienne un État tampon contre la République française. La Convention vote finalement l'annexion de la Belgique le 1er octobre 1795, créant les neuf départements belges : la Dyle, les Deux-Nèthes, l'Escaut, les Forêts, le Jemmapes, la Lys, l'Ourte, la Meuse-Inférieure et la Sambre-et-Meuse. Cette annexion est confirmée par le traité de Campo-Formio, par lequel l'Autriche cède officiellement les Pays-Bas autrichiens à la France, puis par le traité de Lunéville en 1801.

## La formation de «l'Hexagone»

La Première Restauration en 1814. Les territoires en rouge sont cédés par le second traité de Paris en 1815.

Sous le Consulat et le Premier Empire, Napoléon Ier fait sortir la France de ses frontières naturelles au moyen de ses conquêtes, principalement dans le but de contrôler les côtes. En effet, la guerre contre le Royaume-Uni repose en partie sur l'interdiction de tout commerce avec la Grande-Bretagne. En 1812, la France compte 134 départements. Son territoire s'est étendu au-delà du Rhin en annexant la Hollande, et la côte nord de l'Allemagne jusqu'à Lübeck (1811), au-delà des Pyrénées en annexant une partie de la Catalogne (1812) et au-delà des Alpes en annexant une partie de l'Italie entre 1801 et 1805.

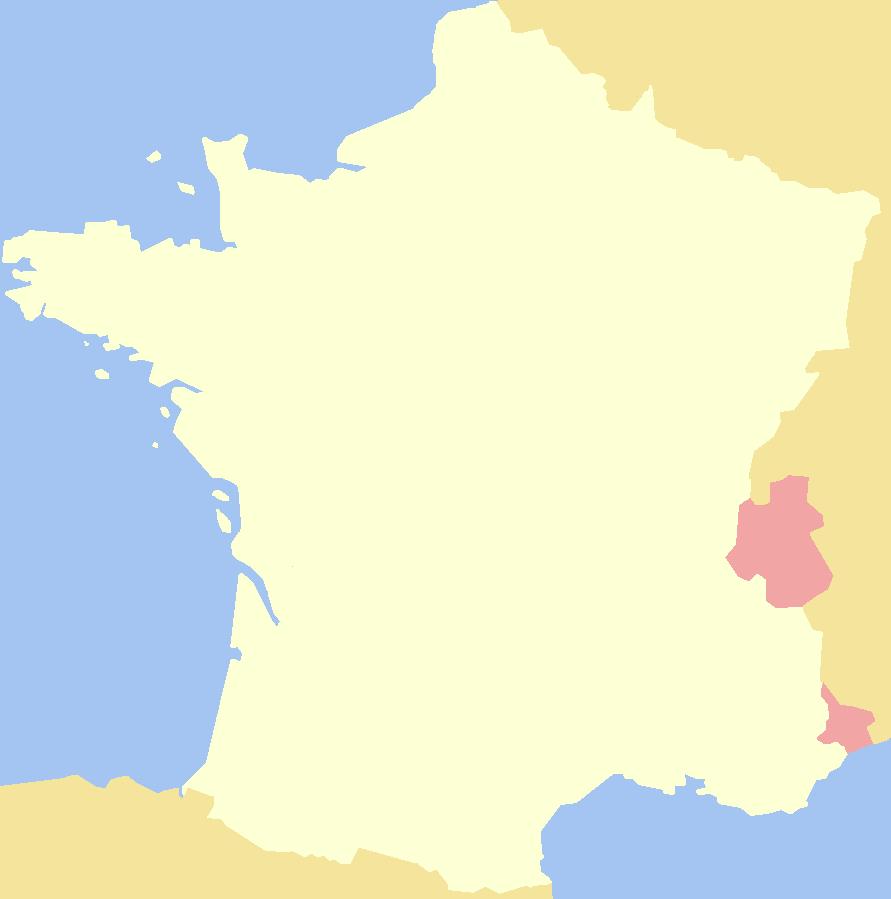
Annexion par le Second Empire du duché de Savoie et du comté de Nice par le traité de Turin.

Après la première abdication de Napoléon le 6 avril 1814, la France perd, par le traité de Paris, tous les territoires conquis depuis 1792. Elle ne conserve qu'une partie de la Savoie. Après Waterloo, par le second traité de Paris en 1815, la France est ramenée à ses frontières de 1790 et perd donc la Savoie. La Savoie et Nice sont définitivement annexés en 1860 à la France par le traité de Turin.
Le débat sur les frontières naturelles de la France se poursuit pendant tout le XIXe siècle. Michelet, dans son Histoire de France, y voit une cause déterministe de l'histoire de France. Il ressurgit en 1830 au moment de l'indépendance de la Belgique puis entre 1871 et 1918, lorsque l'Alsace-Moselle est intégrée à l'Empire allemand.